# Emily Collins
Emily Collins (Auckland , 29 de septiembre de 1990) es una ciclista profesional neozelandesa. Debutó como profesional en 2013 en el Wiggle Honda creado en ese año tras destacar en el calendario amateur de Estados Unidos. En ese equipo logró su única victoria profesional en 2013 pero en 2014 sus resultados globales no fueron suficiente para que la renovasen, ya que se estaba convirtiendo en uno de los mejores equipos ciclistas femeninos del mundo, y Emily marchó al TIBCO de Estados Unidos.
Ha participado en 3 Mundiales en Ruta consecutivos (2012, 2013 y 2014) pero no ha finalizado ninguno.

## Palmarés
2013
- Omloop van het Hageland

## Resultados en Grandes Vueltas y Campeonatos del Mundo
Durante su carrera deportiva ha conseguido los siguientes puestos en las Grandes Vueltas femeninas y en los Campeonatos del Mundo en carretera:
| Carrera         | 2012 | 2013 | 2014 | 2015 | 2016 |
| --------------- | ---- | ---- | ---- | ---- | ---- |
| Giro de Italia  | -    | 81.ª | -    | -    |      |
| Tour de l'Aude  | X    | X    | X    | X    | X    |
| Grande Boucle   | X    | X    | X    | X    | X    |
| Mundial en Ruta | Ab.  | Ab.  | Ab.  | -    |      |

-: no participa

Ab: abandono

X: ediciones no celebradas

## Equipos
- Wiggle Honda (2013-2014)
- TIBCO (2015-2016)
  - Team TIBCO SVB (2015)
  - Team TIBCO-Silicon Valley Bank (2016)